# Gelbflecken-Igelfisch
Der Gelbflecken-Igelfisch (Cyclichthys spilostylus, Syn.: Cyclichthys echinatus, Chilomycterus spilostylus) kommt im Roten Meer und im Indopazifik von Südafrika über die Philippinen, Australien, Neukaledonien bis zum südlichen Japan und zu den Galapagosinseln vor. Durch den Sueskanal ist er in das südöstliche Mittelmeer eingewandert (Lessepssche Migration) und ist heute auch vor der Küste Israels zu finden.

## Lebensweise
Gelbflecken-Igelfische halten sich immer in der Nähe der Küsten, bei Korallen- und mit Schwämmen bewachsenen Felsriffen sowie Seegraswiesen in Tiefen von einem bis zu 90 Metern auf. Sie sind einzelgängerisch und nachtaktiv. Tagsüber halten sie sich versteckt. Jungfische leben pelagisch.
Die Art ernährt sich von hartschaligen, wirbellosen Tieren, wie Schnecken, Muscheln, Seeigel, Krabben und Einsiedlerkrebse.

## Merkmale

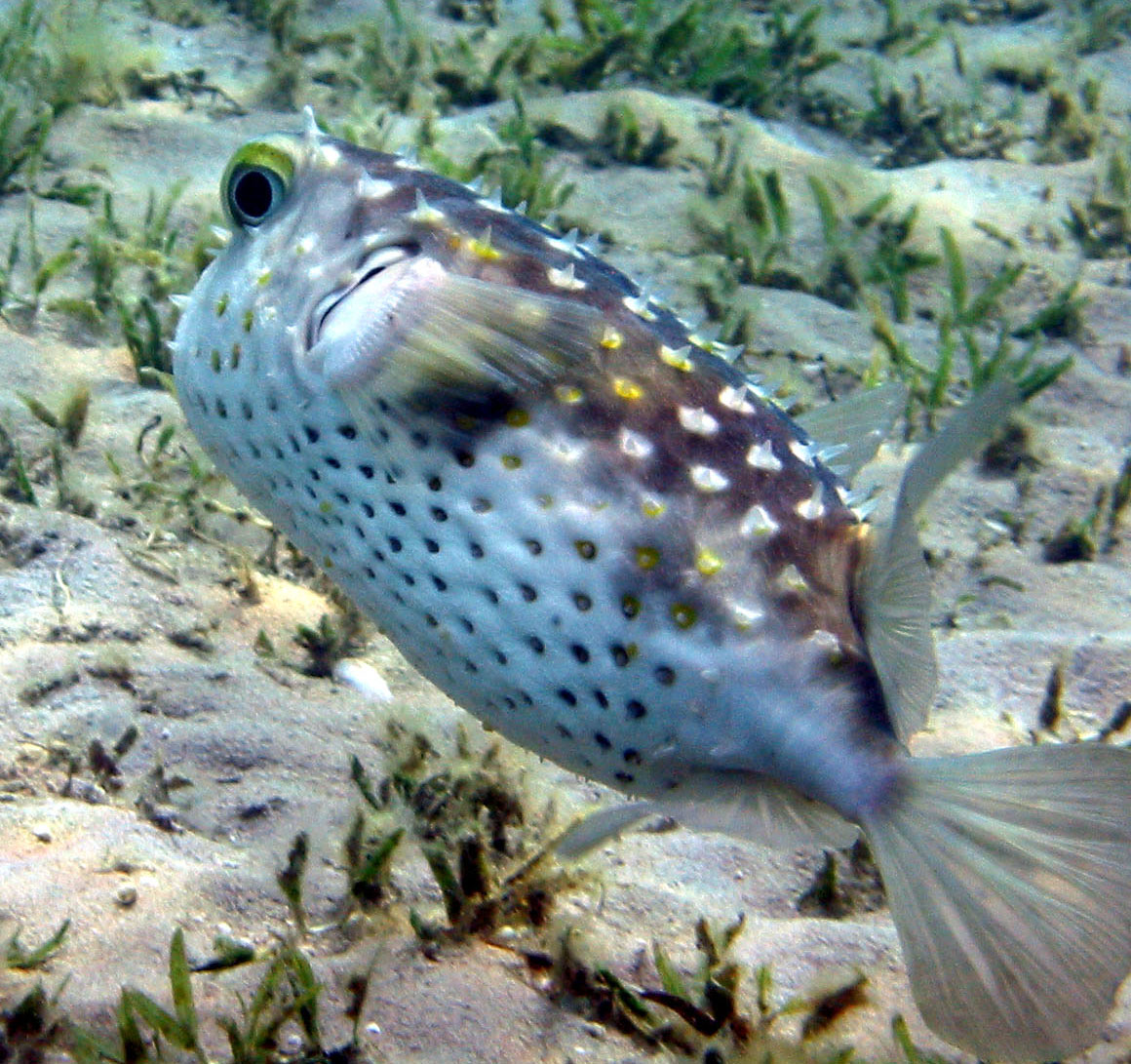
Sicht auf die Bauchseite

Gelbflecken-Igelfische können ihre Stacheln, welche meist dreiteilige Wurzeln haben, nicht nach hinten wegklappen. Bei ausgewachsenen Exemplaren sind die Stacheln der dunklen Oberseite von weißen oder gelben und die der hellen Bauchseite von schwarzen Punkten umgeben. Der Schwanzflossenstiel ist stachellos. Die Fische werden 34 Zentimeter lang.
Flossenformel: Dorsale 11–13, Anale 10–12